# Edward L. Ayers

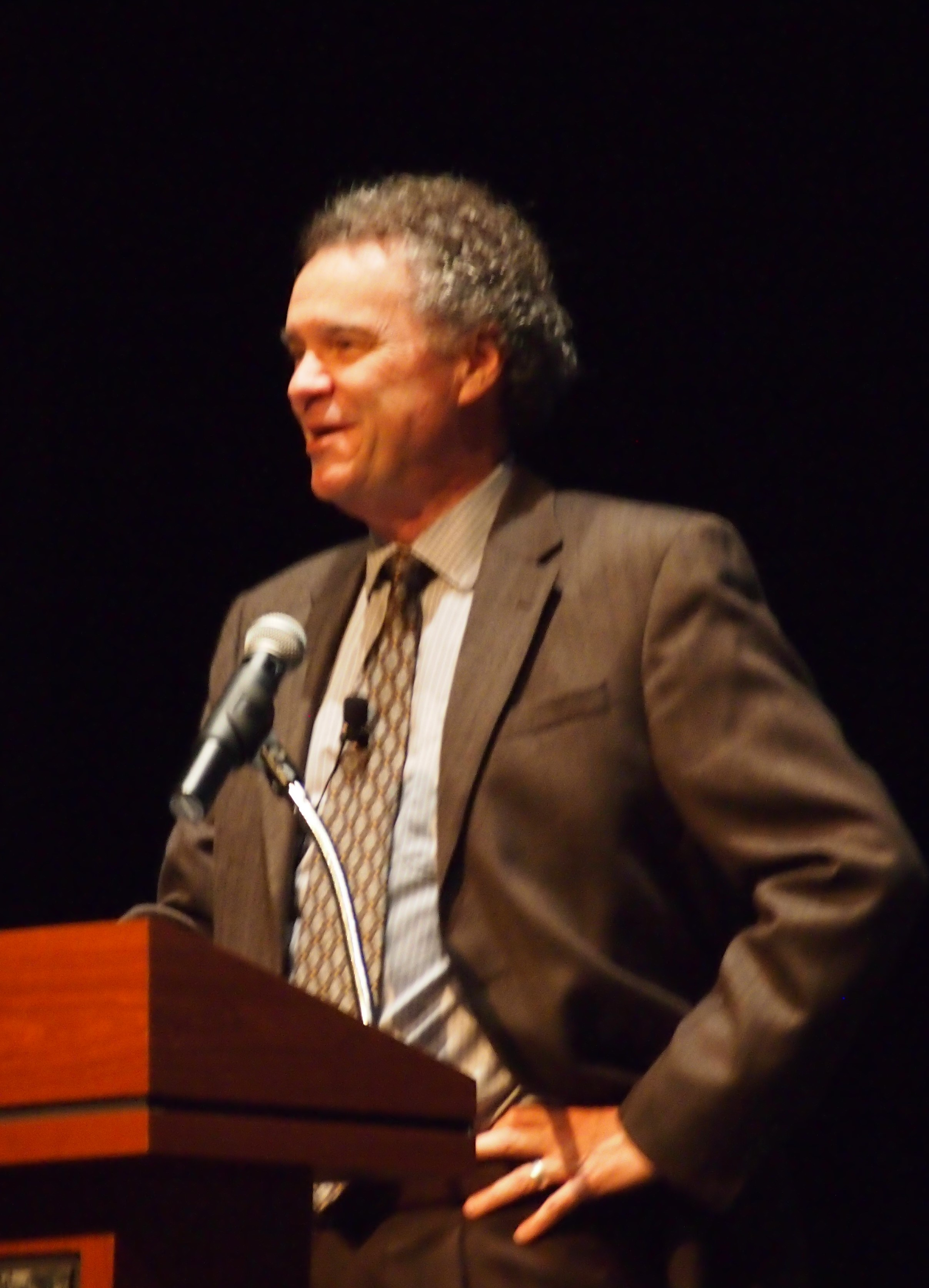
Edward L. Ayers 2016

Edward Lynn Ayers (* 1953 in North Carolina) ist ein US-amerikanischer Historiker und Professor für Humanities an der University of Richmond. Er gilt als Experte für die Geschichte der Südstaaten, für den Amerikanischen Bürgerkrieg und für Historische Fachinformatik (digital history).
Ayers erwarb 1974 an der University of Tennessee einen Bachelor und 1980 einen Ph.D. an der Yale University, jeweils in American Studies. In Yale studierte er unter anderem bei C. Vann Woodward und David Brion Davis. 1980 erhielt Ayers eine erste Professur (Assistant Professor) an der University of Virginia, 1986 wurde er Associate Professor und 1992 erhielt er eine ordentliche Professur ebendort. Ab 2001 war er zusätzlich Dekan der Graduate School der University of Tennessee, bevor er 2007 als Präsident an die University of Richmond wechselte. 2015 trat er als Präsident der Hochschule zurück, behielt aber seine Professur.
1995 war Ayers mit einer Fulbright-Professur an der Reichsuniversität Groningen, 2001 wurde er zum Mitglied der American Academy of Arts and Sciences gewählt. 2003 verlieh ihm die Yale University die Wilbur Cross Medal. 2004 erhielt er für In the Presence of Mine Enemies: War in the Heart of America, 1859–63 sowohl den Albert J. Beveridge Award der American Historical Association als auch den Bancroft-Preis der Columbia University. 2012 erhielt er die National Humanities Medal aus den Händen von US-Präsident Barack Obama. 2017/2018 war Ayers Präsident der Organization of American Historians, einer Vereinigung von Historikern, die sich mit der US-amerikanischen Geschichte befassen. Für 2018 wurde ihm für The Thin Light of Freedom der Lincoln-Preis zugesprochen.

## Monografien
- Vengeance and Justice: Crime and Punishment in the Nineteenth-Century American South (Oxford University Press, 1984; paperback edition, 1986)
- The Edge of the South: Life in Nineteenth-Century Virginia, edited with John C. Willis (University Press of Virginia, 1991)
- The Promise of the New South: Life After Reconstruction (Oxford University Press, 1992; paperback edition, 1993; abridged edition, 1995; 15th Anniversary Edition, 2007)
- All Over the Map: Rethinking American Regions, co-editor and co-author, (Johns Hopkins University Press, 1996)
- The Oxford Book of the American South: Testimony, Memory, and Fiction, edited with Bradley Mittendorf (Oxford University Press, 1997)
- The Valley of the Shadow: Two Communities in the American Civil War – The Eve of War, CD-ROM and book, co-authored with Anne S. Rubin (W. W. Norton and Company, 2000)
- In the Presence of Mine Enemies: Civil War in the Heart of America, 1859-1863, (W.W. Norton, 2003)
- What Caused the Civil War? Reflections on the South and Southern History, (W.W. Norton, 2005)
- The Crucible of the Civil War: Virginia from Secession to Commemoration, edited with Gary Gallagher and Andrew Torget (University of Virginia Press, 2006)
- America on the Eve of the Civil War, edited with Carolyn R. Martin (University of Virginia Press, 2010)
- America’s War: Talking about the Civil War and Emancipation on Their 150th Anniversaries, edited for the National Endowment for the Humanities and American Library Association
- The Thin Light of Freedom: The Civil War and Emancipation in the Heart of America (W.W. Norton, 2017)
- Southern Journey: The Migrations of the American South, 1790-2020 (LSU Press, 2020)